# Sil·labari Geba

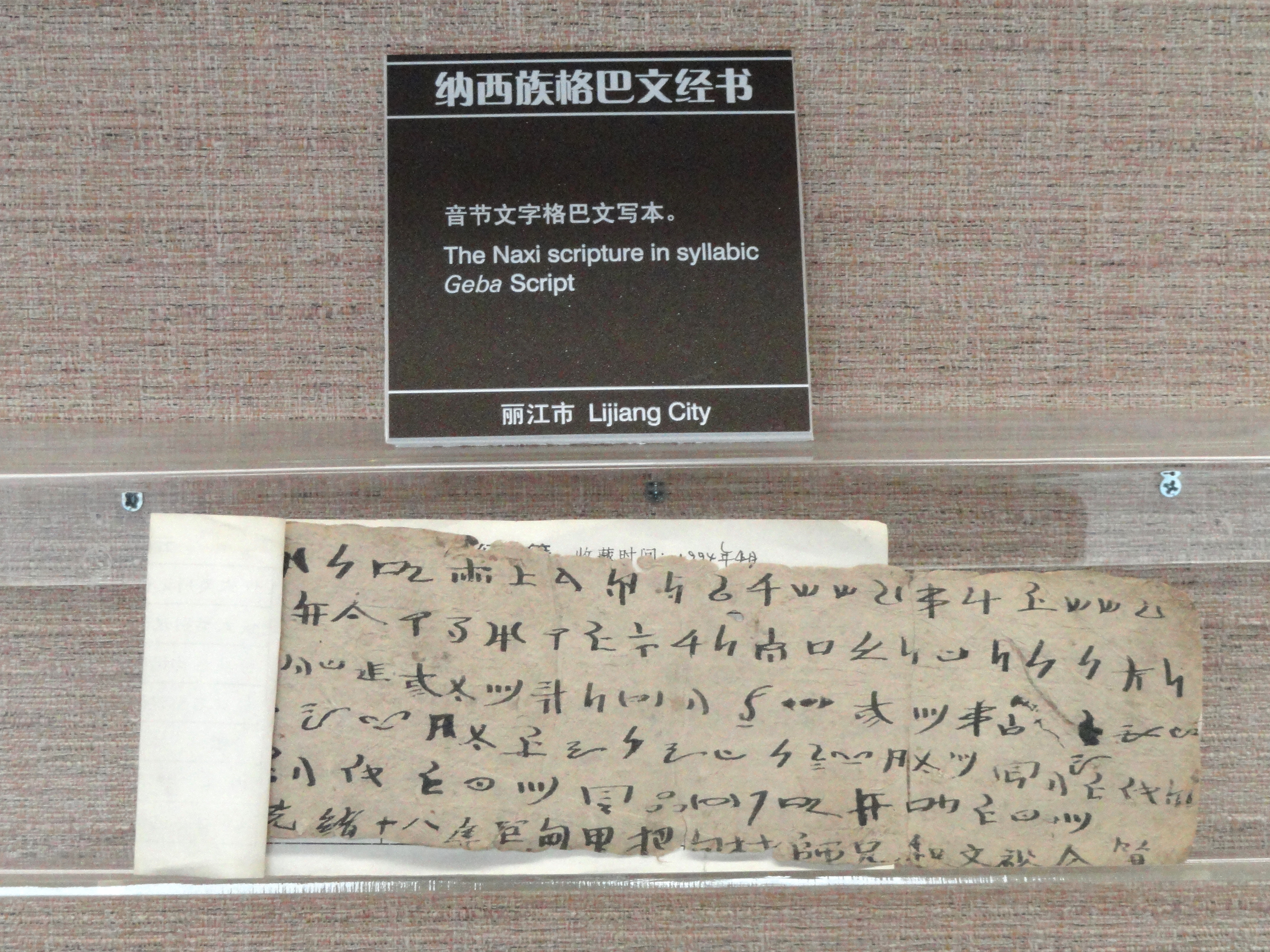
Escriptura naxi amb sil·labari Geba (Museu de les nacionalitats de Yunnan a Kunming, Yunnan, Xina)

Geba és un Sil·labari o sistema d'escriptura sil·làbic utilitzat per a la llengua Naxi. En Naxi s'anomena ¹Ggo¹baw, que s'ha adaptat com a Geba, 哥巴, en xinès. Alguns glifs s'assemblen a l'escriptura yi, i altres podrien ser adapacions de caràcters de l'escriptura xinesa. L'escriptura geba només és utilitzada per a la transcripció de mantres, i n'existeixen molt pocs textos, tot i que també s'utilitza de vegades com a complement dels pictogrames de l'escriptura dongba.